# Dominik Boháč
Dominik Boháč (18. února 1990, Běšiny, Československo) je český hokejový obránce.

## Kariéra podle sezon
- 2006-2007 HC Lasselsberger Plzeň
- 2007-2008 Quebec Remparts
- 2008-2009 Rouyn-Noranda Huskies
- 2009-2010 HC Plzeň 1929, SHC Maso Brejcha Klatovy
- 2010-2011 HC Slovan Ústečtí Lvi, HC Most
- 2011-2012 HC Slovan Ústečtí Lvi, HC Stadion Litoměřice, HC Plzeň 1929
- 2012-2013 HC Škoda Plzeň, IHC Písek
- 2013-2014 HC Škoda Plzeň
- 2014/2015 HC Škoda Plzeň